# Список графов де Пуатье
Граф де Пуатье (фр. comte de Poitiers) — титул правителя средневекового графства Пуатье во Франции (историческая область Пуату). В ранние периоды истории графства титул его правителя звучал как граф Пуату.

## Графство Пуату (Пуатье)
Первые упоминания о наличии поста графа в Пуатье относятся ещё к эпохе Меровингов, однако территория, на которую распространялась компетенция этих графов, неизвестна. В 778 году Карл Великий разделил Аквитанию на графства, из которых пять располагались в границах исторической области Пуату. В IX веке графы Пуатье распространили свою власть на территорию всего Пуату, подчинив Сентонж и Онис, однако потеряли значительную часть владений в долине Луары, которые перешли под контроль графов Анжуйских. В середине X века к графам Пуатье перешёл престол герцогства Аквитания и сюзеренитет над всей юго-западной Францией от Луары до Пиренеев. Последняя представительница правящего дома де Пуатье — герцогиня Элеонора Аквитанская в 1152 году вышла замуж за графа Анжуйского, а позднее — английского короля Генриха II Плантагенета, в результате чего графство Пуатье вошло в состав «Анжуйской империи». Пуату, однако, сохраняло собственную систему управления и обычаи, а местная аристократия периодически поднимала восстания против центральной власти (мятежи 1173—1179, 1188 и 1194 годов). В первой половине XIII века графство было постепенно завоёвано королями Франции, а крупное восстание баронов Пуату во главе с домом Лузиньянов было разгромлено в 1242 году в сражении при Тайлебуре. В 1241 году графство было передано в апанаж брату французского короля Людовика IX Альфонсу, который вскоре объединил под своей властью земли от Пуату до Средиземного моря. После смерти Альфонса Пуату вернулось в состав домена королей Франции.

## Графы де Пуатье
Меровингские и каролингские графы
- Варин (Гверин)[англ.], первый известный граф Пуатье[источник не указан 3362 дня], VII век
- Гаттон (Атто), граф Пуатье с 735 года, соправитель брата, Гунальда I, герцога Аквитании
- Аббон, назначен графом Карлом Великим в 778 году, сохранял должность по крайней мере до 794 года (по другим сведениям, до 811 года[1])
- Рихвин, граф Пуатье (811—814/815), граф Нанта (831—841)[2]

Гильемиды
- 815—828: Бернар I, граф Пуатье в 815—825.
- 828—839: Эменон де Пуатье, смещён в 839 году за участие в восстании Пипина II, сын предыдущего;

Роргониды
- 839—840: Рено де Пуатье;

Гильемиды
- 840—844: Бернар II, брат графа Эменона де Пуатье, женат на Билишильде, дочери Роргона I, графа Мэна;

Рамнульфиды
- 839—866: Рамнульф I де Пуатье, герцог Аквитании (c 852), женился на Билишильде, вдове Бернара I;.

Гильемиды
- 866—877: Бернар III, маркграф Готии, граф Барселоны и Жероны (865—878), сын Бернара I;

Рамнульфиды
- 878—890: Рамнульф II де Пуатье, герцог Аквитании (c 887), сын Рамнульфа I и Билишильды дю Мэн;
- 890—892: Эбль Манцер, герцог Аквитании (890—893, 927—932), побочный сын Рамнульфа II;
- 892—902: Адемар (ум. в 926), сын Эменона;
- : 893 : Роберт I
- 902—934 : Эбль Манцер (вторично)
- 934—963: Гильом I Патлатый, герцог Аквитании (с 962), сын предыдущего;
- 963—995: Гильом II Железнорукий, герцог Аквитании, сын предыдущего;
- 995—1030: Гильом III Великий, герцог Аквитании, сын предыдущего;
- 1030—1038: Гильом IV Толстый, герцог Аквитании, сын предыдущего;
- 1038—1039: Эд, герцог Аквитании, брат предыдущего;
- 1039—1058: Гильом V, герцог Аквитании, брат предыдущего;
- 1058—1086: Гильом VI, герцог Аквитании, брат предыдущего;
- 1086—1127: Гильом VII Трубадур, герцог Аквитании, сын предыдущего;
- 1127—1137: Гильом VIII Святой, герцог Аквитании, сын предыдущего;
- 1137—1204: Элеонора Аквитанская, герцогиня Аквитании, дочь предыдущего

#### Капетинги
- 1137—1152: Людовик I, король Франции (1137—1180) Людовик VII, первый супруг Элеоноры, развелись в 1152 году

Плантагенеты
- 1152—1189 : Генрих I, король Англии (с 1154) Генрих II, герцог Нормандии (c 1150), граф Анжу и Мэна (c 1151), второй супруг Элеоноры Аквитанской;
  - 1153—1156 : Гильом IX (1136—1164), брат предыдущего;
- 1169—1196, 1199 : Ричард I Львиное Сердце, король Англии (c 1189), герцог Аквитании (c 1169), сын Генриха II и Элеоноры Аквитанской;
- 1196—1198 : Оттон Брауншвейгский, император Священной Римской империи (1198—1218), племянник предыдущего;
- 1199—1216 : Иоанн Безземельный, король Англии и герцог Аквитании (c 1199), герцог Нормандии (1199—1204), брат Ричарда Львиное Сердце;
- 1216—1224 : Генрих II (ум. 1272), король Англии Генрих III и герцог Аквитании (1216—1272), сын предыдущего, в 1224 году графство Пуатье было аннексировано Францией.

Капетинги
- 1241—1271 : Альфонс де Пуатье (1220—1271), граф Тулузы (c 1249), брат Людовика IX, короля Франции, после смерти Альфонса графство Пуатье вернулось в состав домена королей Франции;
- 1311—1316 : Филипп I Длинный (1291—1322), король Франции (Филипп V Длинный) и король Наварры (1316—1322), после вступления на французский престол графство Пуатье вернулось в состав королевского домена;

Валуа
- 1344—1350 : Жан I Добрый (1319—1364), герцог Нормандский (1332—1350), король Франции (1350—1364);
- 1351—1354 : Людовик I Анжуйский (1339—1384), герцог Анжуйский с (1360), сын Иоанна II Доброго, короля Франции;
- 1354—1357 : Карл I Мудрый (1338—1380), дофин с 1349, герцог Нормандский (1355—1364), король Франции Карл V Мудрый (1364—1380);
- 1357—1360 : Жан II Беррийский (1340—1416), герцог Беррийский и Овернский (c 1360), сын Иоанна II Доброго, короля Франции;

Плантагенеты
- 1360—1369 : Эдуард I (1312—1377), король Англии с 1327;

Валуа
- 1369—1416 : Жан II Беррийский (1340—1416), герцог Беррийский и Овернский (c 1360), сын Иоанна II Доброго, короля Франции;
- 1416—1417 : Жан III Туреньский (1398—1417), дофин (с 1415), герцог Туреньский (c 1407), герцог Беррийский (c 1416), сын Карла VI, короля Франции;
- 1417—1422 : Карл II (1403—1461), дофин, герцог Туреньский, герцог Беррийский (1417—1422), король Франции Карл VII Победитель (1422—1461), после вступления на французский престол графство Пуатье вернулось в состав королевского домена

#### Габсбурги
- 1547—1558 : Элеонора I Испанская (1498—1558), королева Франции (1530—1547), жена Франциска I

#### Стюарты
- 1561—1587 : Мария I Шотландская (1542—1587), королева Шотландии (1542—1587);

Титулярные графы Пуатье
- 1664 — ? : Фердинанд-Франциск де Ри (1652 — ?), граф Пуатье.
- 1654—1713 : Фредерик-Леонор де Пуатье (1654—1713), маркиз Пуатье.
- 1713—1715 : Фердинанд-Жозеф де Ри (1695—1715), граф Пуатье.

Графы Пуатье (апанаж)
Бурбоны
- 1778—1824 : Карл III Артуа (1757—1836), граф Пуатье, король Франции Карл X